# Autre que Pur-sang
Vous lisez un « bon article » labellisé en 2013.
AQPS, French chaser
Pour un article plus général, voir Pur-sang.
L'AQPS (Autre que Pur-sang, au Royaume-Uni French chaser) est à l'origine une classification utilisée pour les chevaux de course de galop issus de croisements entre le Pur-sang et d'autres races, principalement Selle français et Anglo-arabe, afin de les dissocier des Pur-sangs (PS) courant en France. Elle trouve son origine dans la recherche d'un cheval performant en course d'obstacles, plus puissant que le Pur-sang. Ce cheval est en de nombreux points comparable au Pur-sang, mais plus costaud, plus tardif, moins rapide et plus endurant.
Depuis le 11 février 2005, l'AQPS est devenue une race à part entière, enregistrée au stud-book français et gérée par les Haras nationaux. Avec environ 1 100 naissances par an, l'élevage AQPS provient de deux régions principales : le Centre Est et le Grand Ouest. Les premiers poulains de race distincte AQPS sont nés en 2006. L'appellation était utilisée par les sportifs et professionnels depuis plus longtemps, mais sans section spécifique au sein du stud-book du Selle Français. Les poulains AQPS sont nommés suivant la « lettre » annuelle, comme les autres races de chevaux françaises. 

## Histoire
L'origine de la race AQPS est à rechercher dans des croisements entre le Pur-sang et d'autres races de sang présentes en France (Selle français, Anglo-arabe, divers chevaux de sport et plus rarement du Trotteur français). Ce type de croisement remonte au XVIIIe siècle, mais la société qui gère la race n'est créée qu'en 1922. L'élevage démarre au centre et au sud de la Bourgogne, près de Cercy-la-Tour, avant de s'étendre à toutes les régions de France. Les AQPS typiques sont avant 2006 essentiellement de deux types : des Selle français (SF) ayant un fort pourcentage de sang Pur-sang, ou des Anglo-arabes à moins de 12,5 % de sang arabe. L'intérêt d'un tel croisement étant généralement tourné vers les courses d'obstacles, ces chevaux sont nommés des « demi-sangs de course ». Au fil des années, la sélection permet l'émergence de lignées performantes.

### Le cheval de Corlay
En 1808, peu de temps après la réorganisation des haras nationaux, des étalons arabes et quelques Pur-sangs sont introduits à Corlay et donnent, au fil des croisements, des chevaux de course d'obstacle réputés. Napoléon Ier les examine et se fait dire qu'ils sont capables, sans préparation aucune, de fournir un steeple-chase de plusieurs kilomètres sur tout type de terrain. Le lendemain matin, un tel steeple-chase est couru devant lui, sur un terrain très accidenté et détrempé par une pluie torrentielle. Sur douze chevaux, dix arrivent au but sans accident, montés sans selle ni étriers et conduits par de simples filets ou avec leurs longes par de jeunes paysans. Le cheval de Corlay est d'ailleurs utilisé dans des courses locales. Il est désormais référencé comme un AQPS, mesurant 1,50 à 1,55 m. Ses effectifs ont diminué. Il a pratiquement disparu dans les années 1990. La ville de Corlay a ouvert un musée pour retracer son histoire.

### Reconnaissance
Dans le but de protéger ces lignées connues au niveau européen, l'association des éleveurs d'AQPS travaille avec France Galop, les Haras nationaux, les stud-books du Selle français et de l'Anglo-arabe et le ministère de l'Agriculture à la création d'un stud-book, l'AQPS devenant une race destinée à la course d'obstacles. Le 11 février 2005, la naissance de la race est officialisée par la création d'un label destiné aux meilleurs chevaux de course d'obstacles, supervisé par France Galop,. Les premiers AQPS reconnus sont nés en 2006. Ils portent l'affixe « AQ » en français et sont désignés comme des « French Chaser » en langue anglaise.
En 2007, les Haras nationaux et l'Union des éleveurs AQPS de Bourgogne et du Centre-Est signent un protocole d'accord qui développe le centre technique de reproduction de Cercy-la-Tour en outil de promotion pour l'AQPS sous le régime, unique, de la coopérative.

## Description

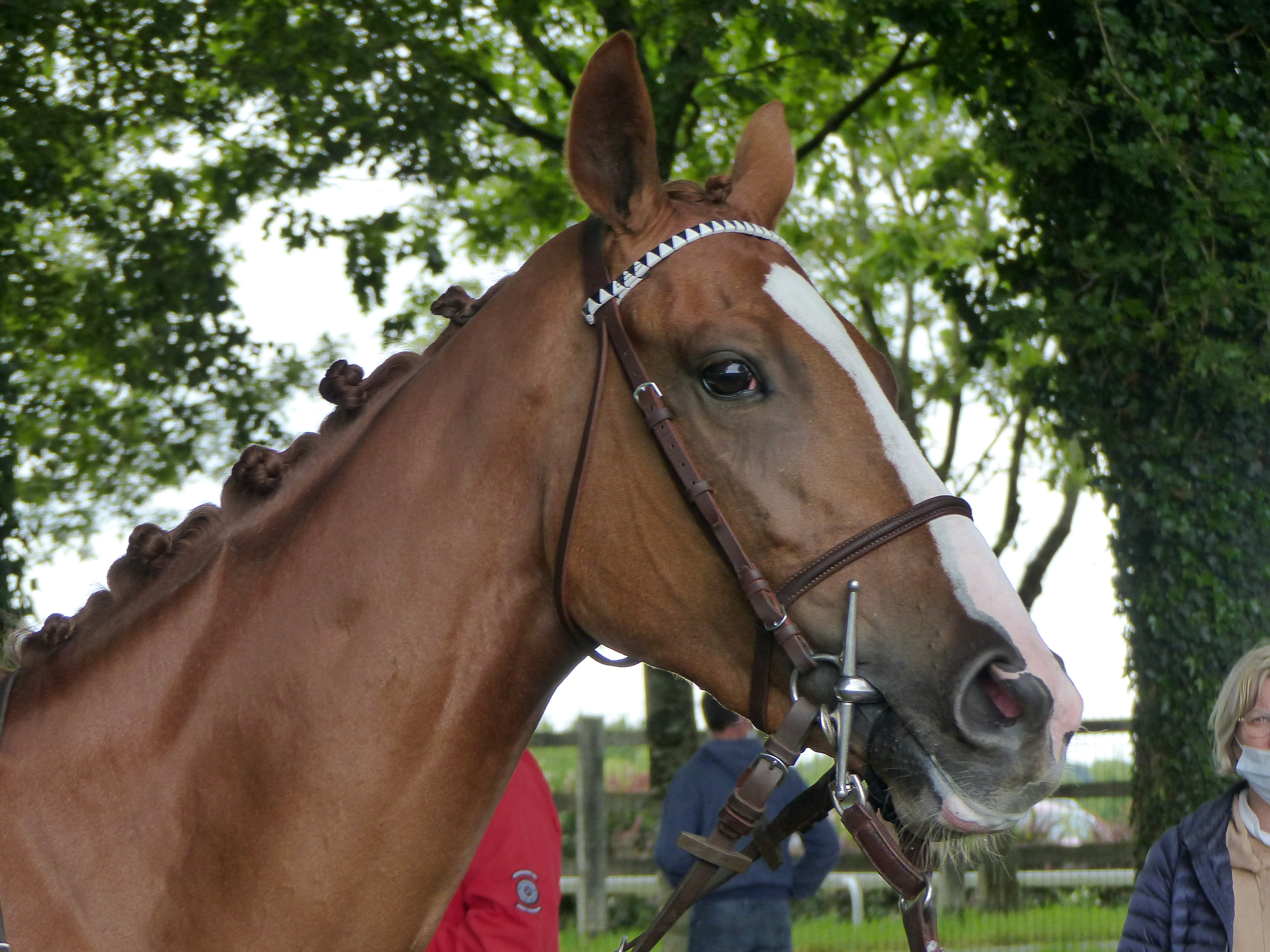
Tête d'une pouliche AQPS alezane de trois ans.

L'AQPS n'est pas vraiment caractérisé par sa race, mais plutôt par sa philosophie d'entraînement et le programme des courses auxquelles il participe.

### Modèle et caractère
L'AQPS est tout à fait comparable au Pur-sang (et comme lui, n'a pas de standard), tant morphologiquement qu'au niveau du caractère. Il possède cependant davantage d'os et d'endurance ; de l'avis des éleveurs c'est un cheval doté de plus de cadre, plus robuste et solide, qui de ce fait peut être entraîné plus rudement. Il est aussi moins rapide et moins précoce que le Pur-sang.

### Sélection
Pour l'essentiel, les éleveurs d'AQPS suivent les mêmes règles que ceux de Pur-sang.
Depuis 2006, avec la création de la race, les conditions d'admission au stud-book sont précises et définies. Le cheval doit tout d'abord posséder un pourcentage de sang Pur-sang égal ou supérieur à 87,5 %. Il doit également être issu de monte naturelle (l'insémination artificielle, le transfert d'embryon et toute forme de reproduction non-naturelle sont interdits) et ne présenter dans sa généalogie que des ascendants issus de monte naturelle ce qui n'est pas contraignant outre mesure puisque les pères d'AQPS sont très majoritairement des PS dont les saillies ne peuvent qu'être naturelles. Son père doit être approuvé à produire en AQPS. Enfin, il doit être issu de croisements spécifiquement reconnus par le stud-book. Le choix des éleveurs se porte généralement sur des étalons Pur-sang possédant du cadre. 
Des AQPS peuvent plus rarement être nés par croisement "inverse" d'une mère PS et d'un père AQPS, ou de deux AQPS remplissant les conditions exigées, ce qu'on appelle le croisement "AQ sur AQ". Ces croisements sont moins répandus à cause de l'extrême rareté des étalons AQPS approuvés. Les champions The Fellow et Al Capone, propres frères, étaient issus de l'étalon Selle Français Italic et d'une mère Pur-sang.
| Croisements approuvés dans le stud-book AQPS | Étalon AQPS approuvé | Étalon PS approuvé AQPS | Étalon PS non approuvé AQPS | Étalon SF approuvé AQPS | Étalon SF non approuvé AQPS | Étalon AA approuvé AQPS | Étalon AA non approuvé AQPS |
| -------------------------------------------- | -------------------- | ----------------------- | --------------------------- | ----------------------- | --------------------------- | ----------------------- | --------------------------- |
| Jument AQPS                                  | AQPS                 | AQPS                    | -                           | AQPS                    | -                           | AQPS                    | -                           |
| Jument PS facteur d'AQPS                     | AQPS                 | -                       | -                           | AQPS                    | -                           | AQPS                    | -                           |
| Jument PS non facteur d'AQPS                 | -                    | -                       | -                           | -                       | -                           | -                       | -                           |
| Jument SF facteur d'AQPS                     | AQPS                 | AQPS                    | -                           | AQPS                    | -                           | AQPS                    | -                           |
| Jument SF non facteur d'AQPS                 | AQPS                 | AQPS                    | -                           | AQPS                    | -                           | AQPS                    | -                           |
| Jument AA facteur d'AQPS                     | AQPS                 | AQPS                    | -                           | AQPS                    | -                           | AQPS                    | -                           |
| Jument AA non facteur d'AQPS                 | AQPS                 | AQPS                    | -                           | AQPS                    | -                           | AQPS                    | -                           |

Les Selle français et Anglo-arabes à plus de 87.5 % PS  issus de monte naturelle et nés avant 2006 sont traités comme des AQPS à part entière. Enfin, une attention particulière est accordée au dépistage des maladies et la vaccination, en ce qui concerne l'anémie infectieuse équine, la métrite contagieuse, l'artérite virale équine, la grippe équine et la rhinopneumonie.

## Utilisations

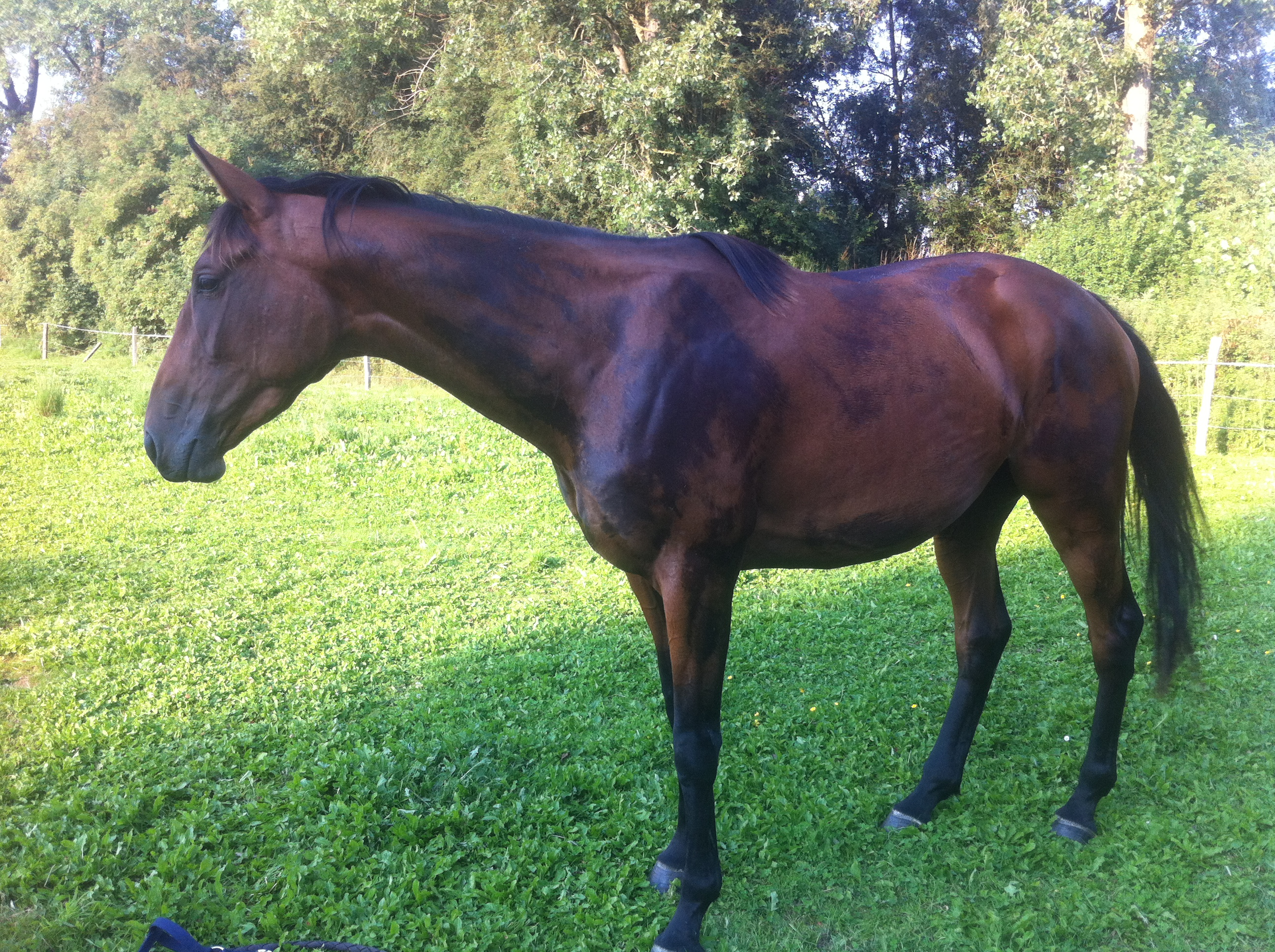
Ushuaia Bleue, jument AQPS née en 2008, propriété de Chloé Lepan.

L'AQPS est avant tout un cheval de course possédant une bonne endurance et une aptitude au saut.

### Courses hippiques
Certaines courses sont réservées aux AQPS en plat. Ils ne peuvent généralement pas rivaliser avec des PS en vitesse pure. C'est surtout à l'obstacle (haies, steeple chase ou cross) que l'on retrouve ces chevaux, plus endurants et costauds que les PS. Les courses d'obstacles sont d'ailleurs parfois appelées « courses de demi-sang » lorsqu'elles sont réservées aux AQPS. Les meilleurs AQPS participent parfois à des courses hippiques ouvertes à toutes les races (le plus souvent en obstacle), où ils se mesurent alors aux Pur-sang. En raison de l'effort physique demandé, ces chevaux courent en moyenne cinq à six fois par an.
L'un des plus célèbres AQPS est Al Capone II, enregistré comme Selle Français car né en 1988. Il a couru 65 courses et remporté 26 victoires, dont sept fois le Prix La Haye Jousselin, souvent face aux meilleurs Pur-sang de la discipline. Isopani est le premier AQPS à avoir remporté le Grand Steeple-Chase de Paris, en 1981. Un exploit depuis renouvelé plusieurs fois par des AQPS, comme Ubu III en 1995 ou Polar Rochelais en 2010. 
Ces chevaux brillent aussi en Grande-Bretagne et en Irlande, notamment avec Mon Môme et Neptune Collonges (vainqueurs du Grand National en 2009 et 2012), The Fellow propre frère aîné d'Al Capone II, Ubu III, Edredon Bleu, Algan et Nupsala (vainqueurs du King George VI Chase (en)). Cette dernière, gagnante en 1987, a véritablement fait connaître la race au Royaume-Uni. 

### Autres disciplines
La carrière des AQPS se terminant généralement à sept ans, les chevaux réformés des courses peuvent être acquis pour des sommes modiques, voire gratuitement (sous conditions) et font de bons chevaux de selle, de loisir ou de concours, après une rééducation. La castration des mâles étant la règle sauf de très rares exceptions, les hongres AQPS sont souvent moins chers à l'achat que les Pur-sang et certains sortent en concours de saut d'obstacles et en concours complet. En revanche, les juments sont généralement conservées par les éleveurs.

## Diffusion de l'élevage
Cercy-la-Tour (où se trouve un centre technique d'élevage modernisé en 2009) et ses environs (Nièvre, Saône-et-Loire et Allier) restent l'un des principaux centres d'élevage de la race. Le second centre est situé dans le Grand Ouest, ce qui comprend toute la Bretagne et la vallée de la Loire. Ces chevaux ont longtemps été peu considérés par les Britanniques, cependant une première exportation a eu lieu en 1988 avec deux chevaux, Rositary et Santos II. Depuis, le French Chaser gagne en reconnaissance outre-Manche et en Irlande, comme le prouve notamment la victoire de Mon Môme au Grand National de Liverpool. 
L'élevage est dynamique, avec un effectif d'environ 1 100 naissances annuelles. 